# Cyclothea disjuncta
Cyclothea disjuncta là một loài bướm đêm trong họ Geometridae.